# Plumergat
Plumergat (bret. Pluvergad) – miejscowość i gmina we Francji, w regionie Bretania, w departamencie Morbihan.
Według danych na rok 1990 gminę zamieszkiwało 2 449 osób, a gęstość zaludnienia wynosiła 58 osób/km² (wśród 1269 gmin Bretanii Plumergat plasuje się na 240. miejscu pod względem liczby ludności, natomiast pod względem powierzchni na miejscu 121.).